# Mülheimer Theatertage

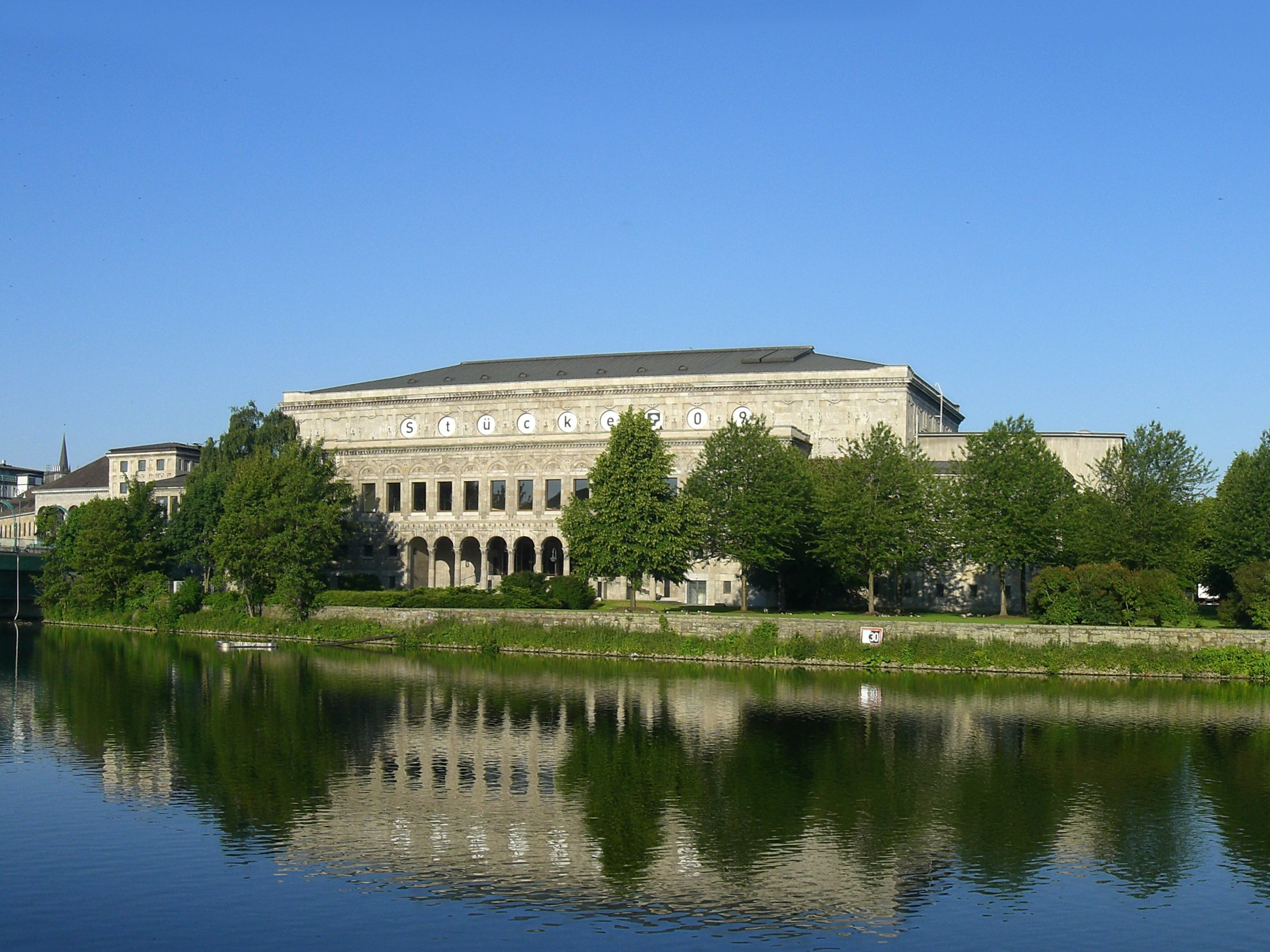
Stadthalle Mülheim an der Ruhr – Hauptspielort der Mülheimer Theatertage (2009)

Die Mülheimer Theatertage sind ein Forum deutschsprachiger Gegenwartsdramatik. Seit 1976 wird jedes Jahr im Mai und Juni in Mülheim an der Ruhr eine Auswahl neuer Theaterstücke gezeigt. Auch Kinderstücke gehören seit 2007 zum Festival. Anders als bei anderen Theaterfestivals stehen die Autoren im Mittelpunkt, nicht die Inszenierungen. Die Preise des Festivals gehören zu den renommiertesten Auszeichnungen für neue Dramatik.

## Strukturen
Seit 1976 werden bei den Mülheimer Theatertagen jedes Jahr im Mai und Juni sieben bis acht neue deutschsprachige Stücke, meist in der Inszenierung der Uraufführung, gezeigt und von einer Jury und vom Publikum bewertet. Dabei steht – einzigartig in Deutschland – nicht die Inszenierung, sondern das Theaterstück selbst im Mittelpunkt des Interesses. Das Ziel ist die Förderung der deutschsprachigen Gegenwartsdramatik.
Die zum Wettbewerb eingeladenen Stücke werden von einem unabhängigen Auswahlgremium ausgewählt. Zugelassen sind deutschsprachige Theaterstücke von lebenden Autoren, die in der jeweiligen Saison uraufgeführt wurden.
Eine Jury aus Theaterschaffenden, Kritikern und Dramatikern vergibt den mit 15.000 Euro dotierten Mülheimer Dramatikpreis. Zusätzlich wird vom Publikum der undotierte „Publikumspreis der Mülheimer Theatertage“ vergeben. Seit 2010 wird zudem von einer weiteren unabhängigen Jury das beste neue Theaterstück für Kinder zwischen sechs und zehn Jahren ausgezeichnet – mit dem ebenfalls mit 15.000 Euro dotierten Mülheimer KinderStückePreis.
Die Jury-Debatten zur Vergabe sind öffentlich, außerdem finden nach allen Vorstellungen Publikumsgespräche statt. So möchte das Festival für einen offenen Dialog stehen – und für die Auseinandersetzung mit neuer Theaterliteratur werben. Über die Jahrzehnte war immer wieder auch bei dem Festival in Mülheim zu erleben, wie sich der Begriff der Autorenschaft wandelt – und neue Erzählformen Einzug ins Theater erhalten.

## Begleitprogramm
Ab 1983 in einem zweijährigen Turnus und mittlerweile jährlich findet die internationale Werkstatt „Theater übersetzen“ als Bestandteil der Mülheimer Theatertage statt. Sie richtet sich an professionelle Dramatik-Übersetzer, die aus dem Deutschen in ihre jeweilige Muttersprache übersetzen und enge Arbeitsbeziehungen zu den Theatern ihres Landes unterhalten.
Seit 1999 laden die Mülheimer Theatertage auch ausländische Inszenierungen zum Festival ein. Oft sind dies Stücke, an denen im Rahmen der Internationalen Werkstatt „Theater übersetzen“ gearbeitet wurde. Erstmals wurde diese Tradition 1999 mit Urs Widmers Stück Top Dogs mit dem Gastspiel des „Teatr Lessja Ukrainka“ aus Kiew begründet.
Mit den „Zwischenstücken“ lädt das Festival zudem das ganze Jahr über Gegenwartsautoren zu Lesungen nach Mülheim an der Ruhr ein, dazu gibt es Gastspiele aktueller Inszenierungen.

## Rezeption
Im Jahr 1987 erhielten die Mülheimer Theatertage den ITI-Preis des „Zentrum Bundesrepublik Deutschland des Internationalen Theaterinstituts e. V.“ der UNESCO für die Konzeption, „[...] deutschsprachige Dramatik zu bewerten und zu fördern, Autoren zu fördern und ästhetische Strömungen in der zeitgenössischen Theaterliteratur ideell und materiell zu unterstützen“.
2020 wurde die Förderung des Landes Nordrhein-Westfalen für das Festival erhöht. Das Landes-Kulturministerium betonte zu diesem Anlass, die Mülheimer Theatertage hätten sich „zu einem der bedeutendsten Festivals deutschsprachiger Gegenwartsdramatik entwickelt.“

## Preisträger
Preisträger der Mülheimer Theatertage waren renommierte Theaterautoren wie Elfriede Jelinek oder Rainald Goetz. Immer wieder macht das Festival mit seinem Preis aber auch auf neue Entwicklungen im Theater oder bisher weniger bekannte Autoren aufmerksam, wie etwa mit Preisen für Rimini Protokoll oder 2021 für Ewe Benbenek und ihr Theaterdebüt Tragödienbastard. 2022 gewann Sivan Ben Yishai mit Wounds Are Forever (Selbstporträt als Nationaldichterin), 2023 Caren Jeß mit Die Katze Eleonore. Alle Preisträger seit 1976 finden sich im Wikipedia-Artikel Mülheimer Dramatikpreis.
Seit 2010 werden auch Autoren von neuen Stücken für Kinder zwischen sechs und zehn Jahren ausgezeichnet. Geehrt wurden zuletzt u. a. Carsten Brandau und die auch für ihre Romane bekannte Nino Haratischwili. 2022 gewann Milan Gather mit seinem Stück Oma Monika – was war?, 2023 Roland Schimmelpfennig mit Das Märchen von der kleinen Meerjungfrau.  Alle Preisträger finden sich im Wikipedia-Artikel: Mülheimer KinderStückePreis.

## Belege
1. ↑  Festival. 21. Februar 2013, abgerufen am 18. Oktober 2021.
2. ↑  Ministerin Pfeiffer-Poensgen eröffnet Mülheimer Theatertage NRW „Stücke“ | Das Landesportal Wir in NRW. 11. Mai 2019, abgerufen am 18. Oktober 2021.
3. ↑  PublikumspreisträgerInnen seit 1976.
4. ↑  Festival. 21. Februar 2013, abgerufen am 18. Oktober 2021.
5. ↑  Unter Extras/Übersetzerwerkstatt gegebene Deskription der Bewerbungskriterien
6. ↑  Theater übersetzen – Internationale Werkstatt Mülheim. 8. Februar 2020, abgerufen am 18. Oktober 2021.
7. ↑  Unter Extras/Fremdsprachiges Gastspiel gegebene Listung der der bisherigen Gastspiele
8. ↑  Festival Plus. Abgerufen am 18. Oktober 2021.
9. ↑  Ministerin Pfeiffer-Poensgen eröffnet Mülheimer Theatertage NRW „Stücke“ | Das Landesportal Wir in NRW. 11. Mai 2019, abgerufen am 18. Oktober 2021.
10. ↑  Stücke Archiv 2020. Abgerufen am 19. Oktober 2021.
11. ↑  Sivan Ben Yishai gewinnt den Mülheimer Dramatikpreis 2022. 27. Mai 2022, abgerufen am 13. Juni 2022.
12. ↑  Caren Jeß gewinnt den Mülheimer Dramatikpreis 2023. 4. Juni 2023, abgerufen am 18. August 2023.
13. ↑  Stücke Archiv 2020. Abgerufen am 19. Oktober 2021.
14. ↑  Milan Gather gewinnt den Mülheimer KinderStückePreis 2022. 20. Mai 2022, abgerufen am 13. Juni 2022.
15. ↑  Roland Schimmelpfennig gewinnt KinderStückePreis. 26. Mai 2023, abgerufen am 18. August 2023.